# FC Cartagena
FC Cartagena är en fotbollsklubb i Cartagena i Spanien. Klubben grundades av Florentino Manzano 1995 under namnet Cartagonova Fútbol Club. Klubben spelar i Segunda División. Klubben spelar sina hemmamatcher på Estadio Cartagonova med plats för cirka 15 000 åskådare. 
Klubben förväxlas av naturliga skäl ibland med den mindre klubben Cartagena FC, som grundades 1919 och spelade i Segunda División 1961–1963 samt 1982–1988. Klubbarna existerar båda parallellt och för tillfället är FC Cartagena den starkare.
Kända spelare i klubben har varit Sívori (mittfältare), som spelade i Cartagena mellan 2003 och 2008. Han spelade tidigare i Athletic Bilbao och var med att spela upp Deportivo Alavés till Primera división 1998. Även Manuel Almunia, som varit målvakt i Arsenal, har ett förflutet i Cartagena från säsongen 1999/00.